# Itoplectis lissa
Itoplectis lissa là một loài tò vò trong họ Ichneumonidae.